# M55 (САУ)
M55 (англ. M55 self propelled howitzer) — американська 203-мм самохідна гаубиця, що перебувала на озброєнні артилерії армії США, а також артилерійських підрозділів армій Бельгії та Туреччини у 1950—1960-ти роки.

## Зміст
У квітні 1948 року компанія Pacific Car and Foundry Co., яка мала певний досвід розробки та виробництва бойових броньованих машин, отримала замовлення від армії США на створення двох версій САУ з гаубицями двох калібрів: 155-мм та 203-мм. Спочатку компанія повинна була виконати проєктні роботи і представити дерев'яні макети техніки, а після отримання схвалення з боку замовника, компанія могла очікувати велике замовлення на серійне виробництво.
Проєкт самохідної гаубиці калібру 203 мм отримав робоче позначення T108 Gun Motor Carriage. Відповідно САУ з гарматою калібру 155 мм була позначена як T97 GMC. Згодом машину з 203-мм гаубицею М47 прийняли на озброєння під офіційним позначенням M55 Self-Propelled Howitzer.
Намагаючись досягти уніфікації двох перспективних зразків озброєння T97 і T108 та відповідно спростити і здешевити виробництво американські конструктори взяли за основу нових САУ перероблені відповідним чином шасі середніх танків M46 і M47 Patton. При розробці інженери використали традиційну для американських самохідних гаубиць класичну компоновку з встановленням силового відділення в передній частині корпусу, решта простору виділялася під бойове відділення в кормі корпусу та башти. Втім, враховуючи калібр гаубиці та звідси навантаження, корпус довелося значно переробити, а також «розгорнути» задом наперед, після чого кормове моторно-трансмісійне відділення перемістилося в передню частину машини.
Корпус САУ T108 зварювали з броньових листів завтовшки від 12,7 до 25,4 мм. Найбільш потужний захист встановлювався в лобовій частині корпусу, тоді як борти, дах і днище були порівняно тонкими. Лоб корпусу складався з похилих багатокутних деталей, пов'язаних з вертикальними бортами і похилим дахом. Дах корпусу, що також був кришкою моторного відсіку, мав вигнуту форму і відрізнявся збільшеною шириною, за рахунок якої утворювала надгусеничні полки. Коробчатий кормовий відсік корпусу призначався для монтажу поворотної башти з 203-мм артилерійською системою.
Силова установка — 12-циліндровий бензиновий двигун Continental AV-1790-5B потужністю 810 к.с. З двигуном з'єднувалася гідродинамічна трансмісія General Motors CD-850-4, яка видавала крутний момент на передні ведучі колеса, та забезпечувала дві швидкості руху вперед і одну назад.
Ходова частина бронемашини T108 створювалася за рахунок агрегатів танка «Паттон», але при цьому мала деякі відмінності. На кожному борту тепер розміщувалося по сім здвоєних обгумованих опорних котків з індивідуальною торсіонною підвіскою. Перші дві пари котків також мали додаткові амортизатори. У передній частині корпусу малися ведучі колеса. Функції напрямних виконувала остання пара котків, опущена на ґрунт. На кожний борт йшли по три підтримувальних роликів. Гусениця шириною 580 мм від базового танка.
Озброєння САУ містилося в бойовому відділенні всередині поворотної башти вежі. Основною системою була 203-мм гаубиця 8 inch howitzer T89 довжиною 25 калібрів, згодом прийняте на озброєння під назвою M47. Конструкція башти дозволяла виконувати горизонтальне наведення в межах 30 ° праворуч та ліворуч від нейтрального положення. Механічні приводи наведення дозволяли змінювати кут піднесення в межах від -5 ° до + 65 °.
Артилерійська система використовувала роздільний спосіб заряджання. У боєкомплект гаубиці входили осколково-фугасний снаряд і газові боєприпаси двох типів, вагою не більше 91 кг. Початкова швидкість снаряда, в залежності від його типу, досягала 595 м/с. Максимальна дальність стрільби визначалася в 16,9 км, швидкострільність 1 постріл в дві хвилини. Усередині бойового відділення розміщувалося 10 пострілів.
У правого борта башти, на даху, стояла командирська башточка з відкритою кулеметною установкою з великокаліберним кулеметом M2HB з боєкомплектом 900 набоїв.
У серпні 1952 року компанія Pacific Car and Foundry Co. отримала контракт на випуск 70 бойових машин типу T108. Після отримання цієї техніки військові замовили кілька нових партій. Незабаром після початку експлуатації техніка була прийнята на озброєння під позначенням M55 SPH. Серійне виробництво самохідних 203-мм гаубиць тривало до середини 1956 року. У міру складання серійна техніка зазнавала деяких змін. Допрацьовувалися силова установка і трансмісія, удосконалювалися окремі агрегати бойового відділення тощо.
У 1956 році було прийнято рішення, про перебудування усіх наявних в армії США 155-мм артилерійських установок M53 до проекту M55. Водночас, корпус морської піхоти не підтримав цю ініціативу та продовжив експлуатацію M53, не вносячи зміни в конструкцію артилерійських систем.